# 鏡野町有線テレビ
鏡野町有線テレビ（かがみのちょうゆうせんテレビ）は、岡山県苫田郡鏡野町くらし安全課CATV係が運営するケーブルテレビ局である。なお同じ『KYT』の略称名で、地元西日本放送も所属する日本テレビ系列の鹿児島読売テレビとは関係ない。

## サービスエリア
- 岡山県苫田郡鏡野町
  - 全域FTTH方式である。

## 沿革
- 1997年（平成9年） - 旧奥津町に有線テレビジョン放送施設設置許可。
- 1999年（平成11年） - もぎたてテレビ奥津（もぎたてテレビおくづ）として開局。
- 2000年（平成12年） - 旧富村で富村やませみ情報局（とみむらやませみじょうほうきょく）が開局。
- 2004年（平成16年） - インターネットサービス開始。
- 2005年（平成17年） - 鏡野町・奥津町・上齋原村・富村が合併して鏡野町誕生。これに伴い、もぎたてテレビ奥津・富村やませみ情報局が統合し、「鏡野町有線テレビ」となる。旧奥津町地域をFTTH方式に改修。
- 2006年（平成18年） - 旧上齋原地域にFTTH方式によりエリア拡大。地上デジタル放送・デジタル自主放送開始。

## 主な放送チャンネル

### 地上波系列別再送信局
| NHK-G   | NHK-E   | NNN/NNS    | ANN          | JNN         | TXN            | FNN/FNS  | JAITS      |
| ------- | ------- | ---------- | ------------ | ----------- | -------------- | -------- | ---------- |
| NHK岡山 | NHK岡山 | 西日本放送 | 瀬戸内海放送 | RSK山陽放送 | テレビせとうち | 岡山放送 | サンテレビ |

### テレビ局
| デジタル | 放送局          |
| -------- | --------------- |
| D011     | NHK岡山総合     |
| D021     | NHK岡山Eテレ    |
| D031     | サンテレビ      |
| D041     | 西日本放送      |
| D051     | 瀬戸内海放送    |
| D061     | RSK山陽放送     |
| D071     | テレビせとうち  |
| D081     | 岡山放送        |
| D121     | KYT（自主放送） |
| D122     | 気象チャンネル  |

デジタルBS放送・デジタルCS放送はパススルー方式。

### ラジオ局
| MHz  | 放送局    |
| ---- | --------- |
| 76.8 | FM岡山    |
| 88.7 | NHK岡山FM |